# Адван
Адван (англ. Adwan, араб. عدوان) — поселення в Сирії, що складає невеличку друзьку общину в нохії Нава, яка входить до складу мінтаки Ізра в південній сирійській мухафазі Дар'а.